# Flerpartisystem
Flerpartisystem är en typ av partisystem som kännetecknas av proportionell representation och en mångfald av politiska partier i parlamentet. Ett flerpartisystem valsystem utesluter vanligen eller gör det mycket svårt för ett parti att uppnå egen majoritet i parlamentet. Proportionell representation innebär att om ett parti i ett val når exempelvis 12 procent av väljarstödet vinner partiet också 12 procent av platserna i parlamentet. Den proportionella representationen nås genom ett proportionellt valsystem.

## Regeringsbildning
Genom att ett parti sällan eller aldrig når egen majoritet i flerpartisystem måste flera partier söka samarbete och bilda en Koalitionsregering för att nå en majoritet i parlamentet. I flerpartisystem förekommer också minoritetsregeringar. Dessa regeringar har inte en majoritet av parlamentets ledamöter som sitt regeringsunderlag och är därför beroende av att söka stöd hos partier och ledamöter utanför regeringen.